# Arrondissement de Man'gyŏngdae

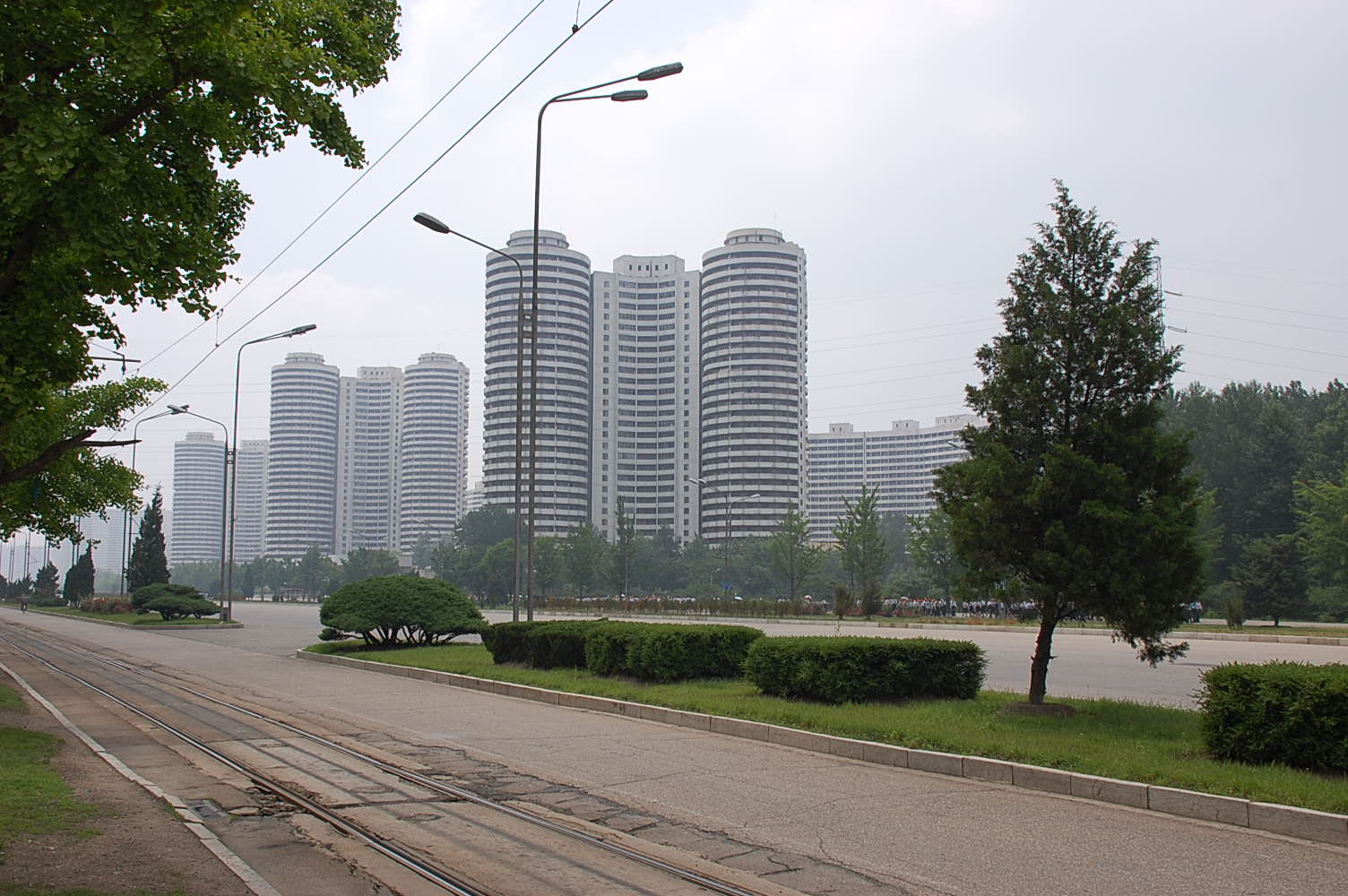
Rue Pyongyang-Kwangbok

Man'gyŏngdae-guyŏk, ou Arrondissement de Man'gyŏngdae (Hangeul: 만경대구역; Hanja: 萬景台區域) est l'un des 19 guyŏk (ou arrondissements) de l'agglomération de Pyongyang.

## Géographie
L'arrondissement de Mangyongdae est situé à l'ouest de l'agglomération de Pyongyang et est entouré des arrondissements de Rakrang (Hangeul: 락랑구역; Hanja:樂浪區域) au sud (avec lequel il est délimité par le fleuve Taedong), de Pyongchon (Hangeul: 평천구역; Hanja: 平川區域) et de la Rivière Potong à l'est (Hangeul: 보통강구역; Hanja: 普通江區域) (avec lequel il est délimité par la rivière Potong), de la Montagne des Frères au nord (Hangeul: 형제산구역; Hanja: 兄弟山區域) et le comté de Taedong (Hangeul:대동군; Hanja: 大同郡) de la province du Pyongan du Sud à l'ouest.

## Divisions administratives
L'arrondissement de Mangyongdae est constitué de vingt-six quartiers :
- Changhung-1 (Hangeul: 장흥 1동 (Hanja: 長興 1洞)
- Changhung-2 (Hangeul: 장흥 2동 (Hanja: 長興 2洞)
- Chilgol-1 (Hangeul: 칠골 1동 (Hanja: 七골 1洞), où se trouve le Comité Coréen de Taekwondo de l'International Taekwondo Federation (ITF), 조선령군봉무역회사, 조선신진무역회사
- Chilgol-2 (Hangeul: 칠골 2동 (Hanja: 七골 2洞), où se trouve notamment la Coentreprise Chongpung (Hangeul: 청풍합영회사), célèbre pour la fabrication de <<nouilles froides de Pyongyang>> (Hangeul:평양냉면)
- Chilgol-3 (Hangeul: 칠골 3동 (Hanja: 七골 3洞)
- Chukchon-1 (Hangeul: 축전 1동 (Hanja: 祝典 1洞), 국제태권도련맹 무역회사
- Chukchon-2 (Hangeul: 축전 2동 (Hanja: 祝典 2洞), 조선흥성무역련합회사
- Kalrimkil-1 ou Bifurcation-1 (Hangeul: 갈림길 1동 (Hanja: 갈림길 1洞)
- Kalrimkil-2 ou Bifurcation-2 (Hangeul: 갈림길 2동 (Hanja: 갈림길 2洞), 조선해성무역회사
- Konguk ou Fondation de la nation (Hangeul: 건국동 (Hanja: 建國洞)
- Kumchon ou Source dorée (Hangeul: 금천동 (Hanja: 金泉洞)
- Kumsung-1 ou Étoile dorée-1 (Hangeul: 금성 1동 (Hanja: 金星 1洞), 소백수련합회사
- Kumsung-2 ou Étoile dorée-2 (Hangeul: 금성 2동 (Hanja: 金星 2洞)
- Kumsung-3 ou Étoile dorée-3 (Hangeul: 금성 3동 (Hanja: 金星 3洞)
- Kwangbok ou Restauration (Hangeul: 광복동 (Hanja: 光復洞), 신건무역회사 (광복2동), 조선철봉무역회사 (광복2동)
- Mangyongdae (Hangeul: 만경대동 (Hanja: 萬景臺洞)
- Palgol-1 (Hangeul: 팔골 1동 (Hanja: 八골 1洞), 조선묘향무역총회사
- Palgol-2 (Hangeul: 팔골 2동 (Hanja: 八골 2洞), 조선위성회사
- Ryongaksan (Hangeul: 룡악산동 (Hanja: 龍岳山洞)
- Ryongsan ou Montagne du dragon (Hangeul: 룡산동 (Hanja: 龍山洞)
- Samhung ou Trois début d'objectifs (Hangeul: 삼흥동 (Hanja: 三興洞)
- Sosan 조선오팔산무역회사(2) (서산동)
- Songuja (Hangeul: 선구자동 (Hanja: 先驅者洞)
- Sonnae (Hangeul: 선내동 (Hanja: 仙內洞), où se trouve notamment le Cirque de Pyongyang, l'Usine des Produits Pharmaceutiques de Sogam (Hangeul: 석암약제국), 조선만경석암무역회사, 조선모란총회사 1무역상사, 조선모란총회사 2무역상사, 조선모란총회사 3무역상사, 조선콤퓨터쎈터 신흥회사
- Taepyong (Hangeul: 대평동 (Hanja: 大平洞)
- Tangsang-1 (Hangeul: 당상 1동 (Hanja: 堂上 1洞), 조선농업협조회사, 조선청춘무역회사
- Tangsang-2 (Hangeul: 당상 2동 (Hanja: 堂上 2洞), 조선대동강 뱀장어회사

et de deux hameaux :
- Ryongbong (Hangeul: 룡봉리 (Hanja: 龍峰里)
- Wonro (Hangeul: 원로리 (Hanja: 元魯里)

## Personnages célèbres
- Kim Pok Nam (Hangeul: 김복남), secrétaire en chef du comité du Parti du Travail de Corée (PTC) de l'arrondissement de Mangyongdae.